# Das Napoleon-Spiel
Das Napoleon-Spiel ist ein Roman von Christoph Hein aus dem Jahr 1993.

## Inhalt
Der Roman besteht zum größten Teil aus einem Brief des Untersuchungshäftlings Wörle an seinen Anwalt Fiarthes. Wörle, selbst ein erfolgreicher Jurist, sitzt im Gefängnis, weil er nach eingehender vorheriger Planung einen Mann in einer Berliner S-Bahn mit einem Billard-Queue ermordet hat. Im Laufe der Erzählung wird die Biografie Wörles ausgebreitet und die Motivation des Mordes verdeutlicht.
Wörle wuchs in Stettin als Sohn eines Schokoladenfabrikanten während des Krieges auf und wurde 1945 zusammen mit seinen Eltern vertrieben. In Thüringen besuchte er die Grund- und Oberschule. Nach seiner Flucht aus der DDR studierte er im Westen Jura, promovierte anschließend. 1967 begann er als Berater in der Kommunalpolitik Westberlins tätig zu werden. An der Politik interessiert ihn weder der Gewinn noch die Macht, sondern er ist daran nur interessiert, „weil sie auf beständig wechselnde Verhältnisse zu reagieren hat“. Zwanzig Jahre später hat er sich aus der Politik zurückgezogen und lebt in Wohlstand, aber Stillstand. Seiner Umwelt gegenüber wird er zunehmend gleichgültiger und betrachtet alle gesellschaftlichen Subsysteme nur noch als „Spielfelder“. Dabei ist es Wörle letztlich egal, wer außer ihm selbst zum Gewinner oder Verlierer wird. Nach seinem Rückzug aus der Politik bewegt er sich, immer auf der Suche nach neuen Herausforderungen, auf dem Gebiet der Rechtsprechung und wird zum erfolgreichen Anwalt. Der Erfolg wird ihm schließlich so langweilig, dass er beschließt, einen Mord zu verüben, der sich allen im Rechtssystem funktionierenden Definitionen und Deutungsmustern von Mord entzieht. Obwohl es eine Augenzeugin des Mordes gibt, erreicht Wörle einen Freispruch und zwingt das Rechtssystem so zum Eingeständnis seiner eigenen Ohnmacht.

## Ausgaben
- Christoph Hein: Das Napoleon-Spiel. Roman. suhrkamp taschenbuch 3480 (1. Aufl. 27. Januar 2003). 190 Seiten, ISBN 978-3-518-39980-4